# Holmtjärnsgruvan
Holmtjärnsgruvan är ett gammalt kvarts-fältspatsbrott som ligger cirka tre kilometer sydost om Idkerberget i Borlänge kommun. 
Brytningen började på 1890-talet. Brytningen hade 1940 nått ett djup av 90 m och kvartsen var då utbruten. Kvar fanns vit plagioklas med biotit. Brytningen har försvårats av diabasgångar som bryter igenom förekomsten. Fyndigheten har utgjorts av en i nordost-sydväst utsträckt kvartslins med omkring 90 meters längd och en maximal bredd av cirka 22 m. Stupningen 60-70º åt sydost. Fyndigheten utgörs av ett stort och ett litet inhägnat brott samt en och annan grävning. Vid området finns litet med varpmaterial, men det finns små högar utspridda lite varstans inom området, som oftast är överväxta. Totalt beräknas gruvan ha lämnat ett utbyte av omkring 40 000 ton kvarts jämte en mindre mängd fältspat. Fyndigheten är att betrakta som en grovkornig pegmatit som lokalt är anrikad på REE (sällsynta jordartsmetaller). De mineral som innehåller sällsynta jordartsmetaller vid Holmtjärnsgruvan är bland annat yttrialit-(Y), starkt radioaktivt, thortveitit (som grågröna prismatiska kristaller, upp till 10 cm:s längd), tengerit-(Y), som små vita radiella kristaller (små solar). Dessutom har det sällsynta mineralet kimurait-(Y) påträffats vid Holmtjärnsgruvan. Det är tredje fyndplatsen för mineralet i Sverige. Det har blivit analyserat 2014 vid Naturhistoriska riksmuseet i Stockholm.